# Байльштайн (Вюртемберг)
Байльштайн (нем. Beilstein) — город в Германии, в земле Баден-Вюртемберг.
Подчинён административному округу Штутгарт. Входит в состав района Хайльбронн. Подчиняется управлению «Шоцах-Боттварталь». Население составляет 6063 человека (на 31 декабря 2010 года). Занимает площадь 25,25 км². Официальный код — 08 1 25 008.
Город подразделяется на 12 городских районов.

## Достопримечательности
- Замок Хоэнбайльштайн

## Фотографии

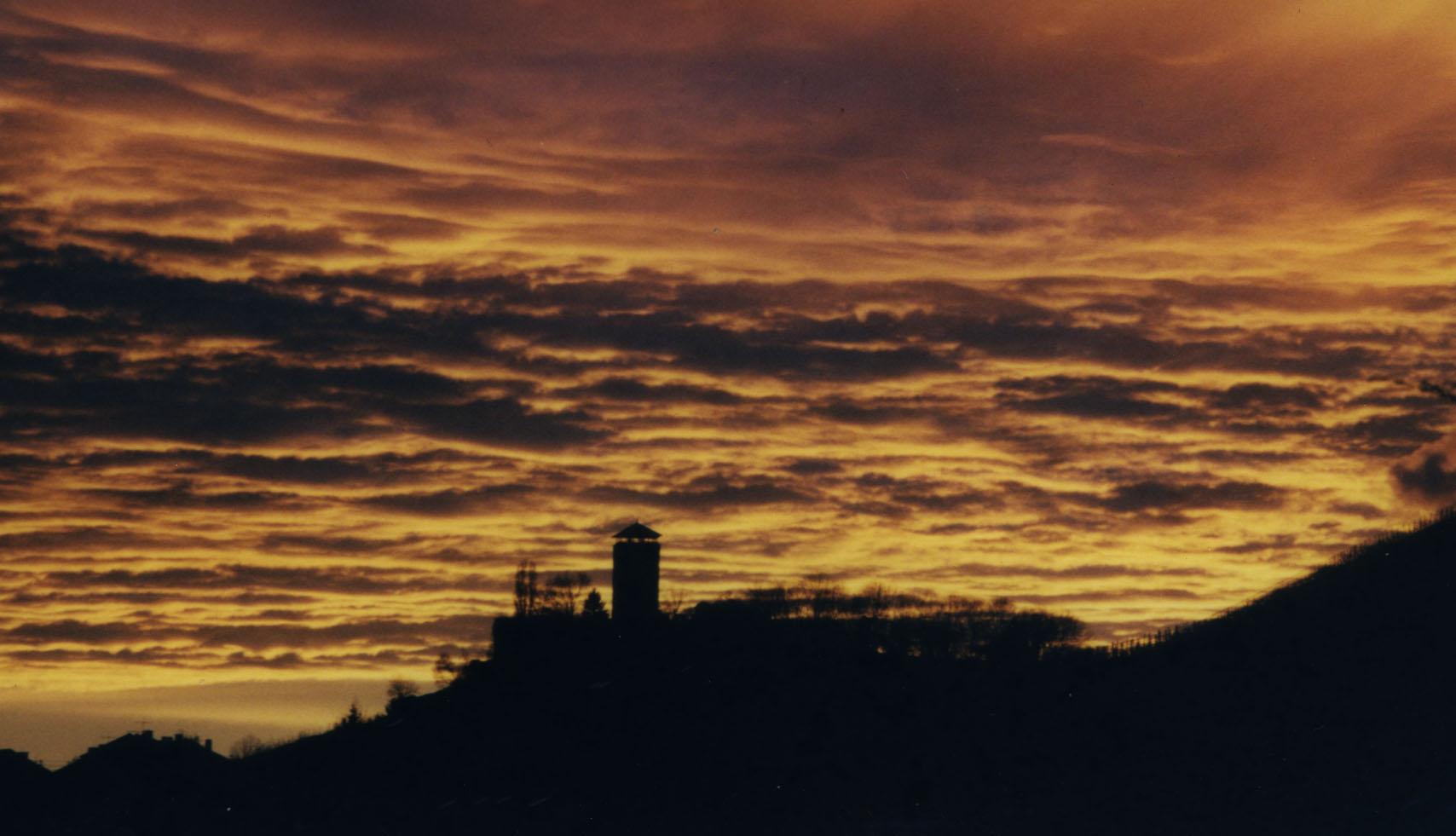
Замок Хоэнбайльштайн вечером
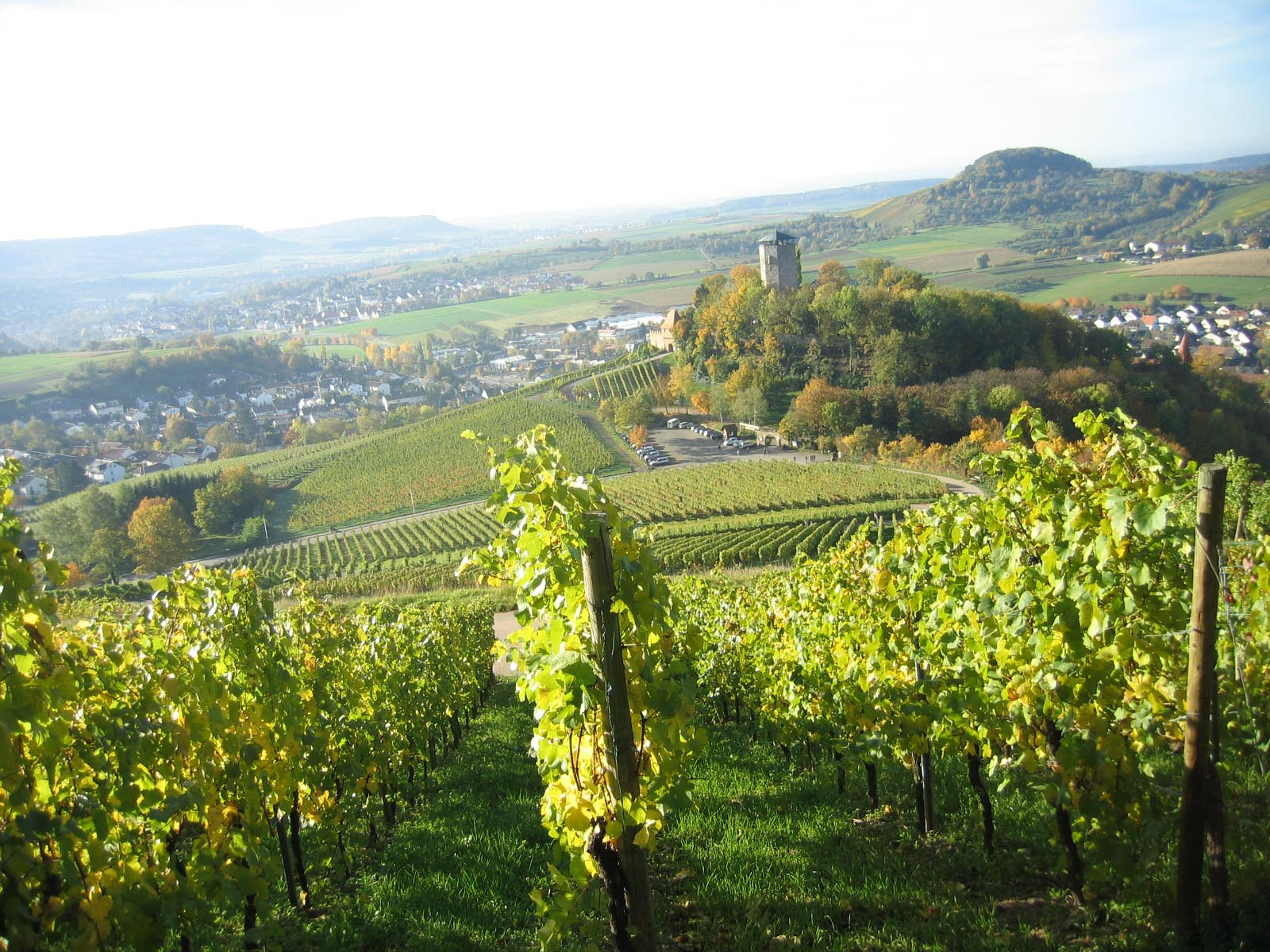
Замок Хоэнбайльштайн
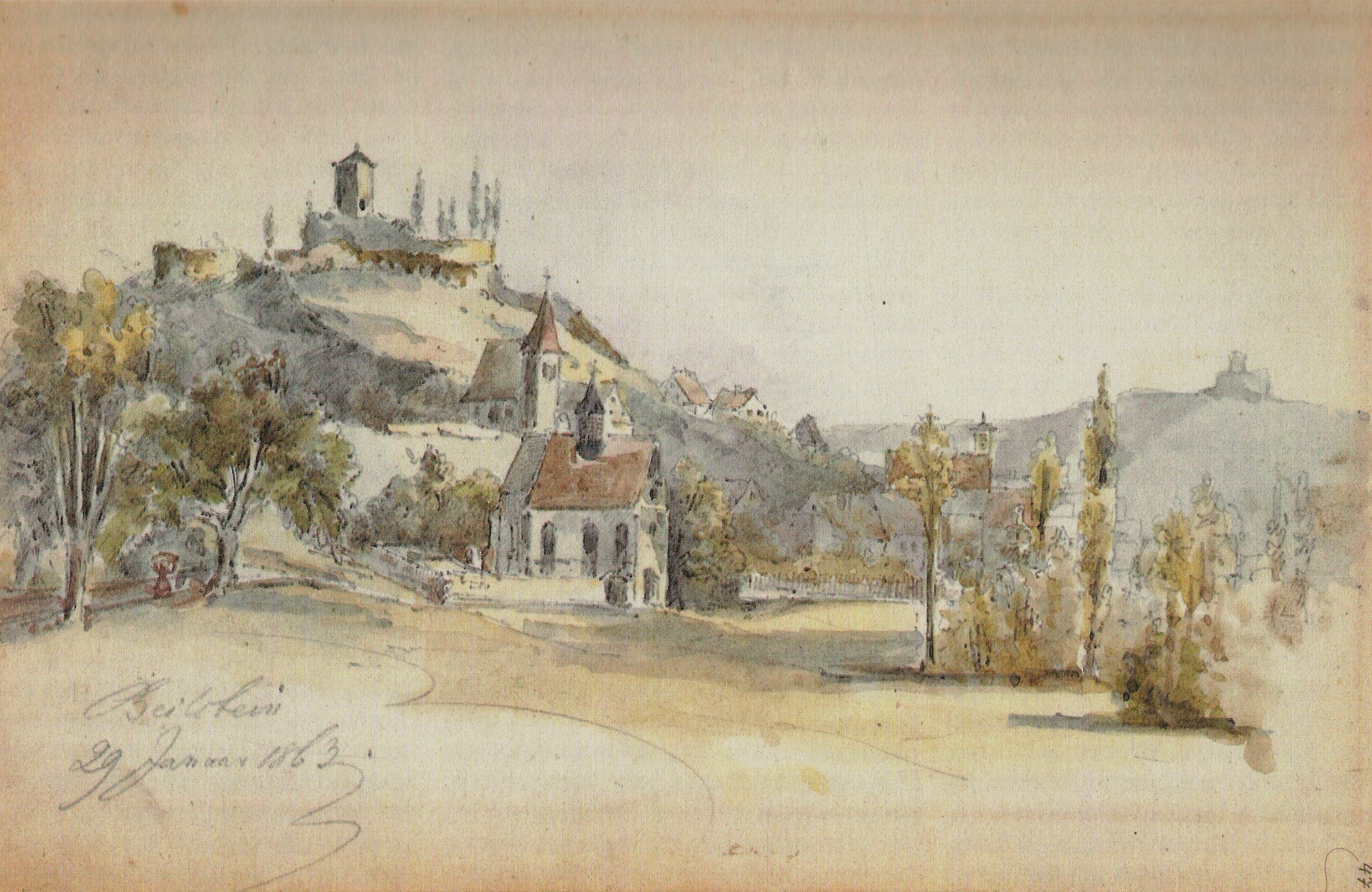
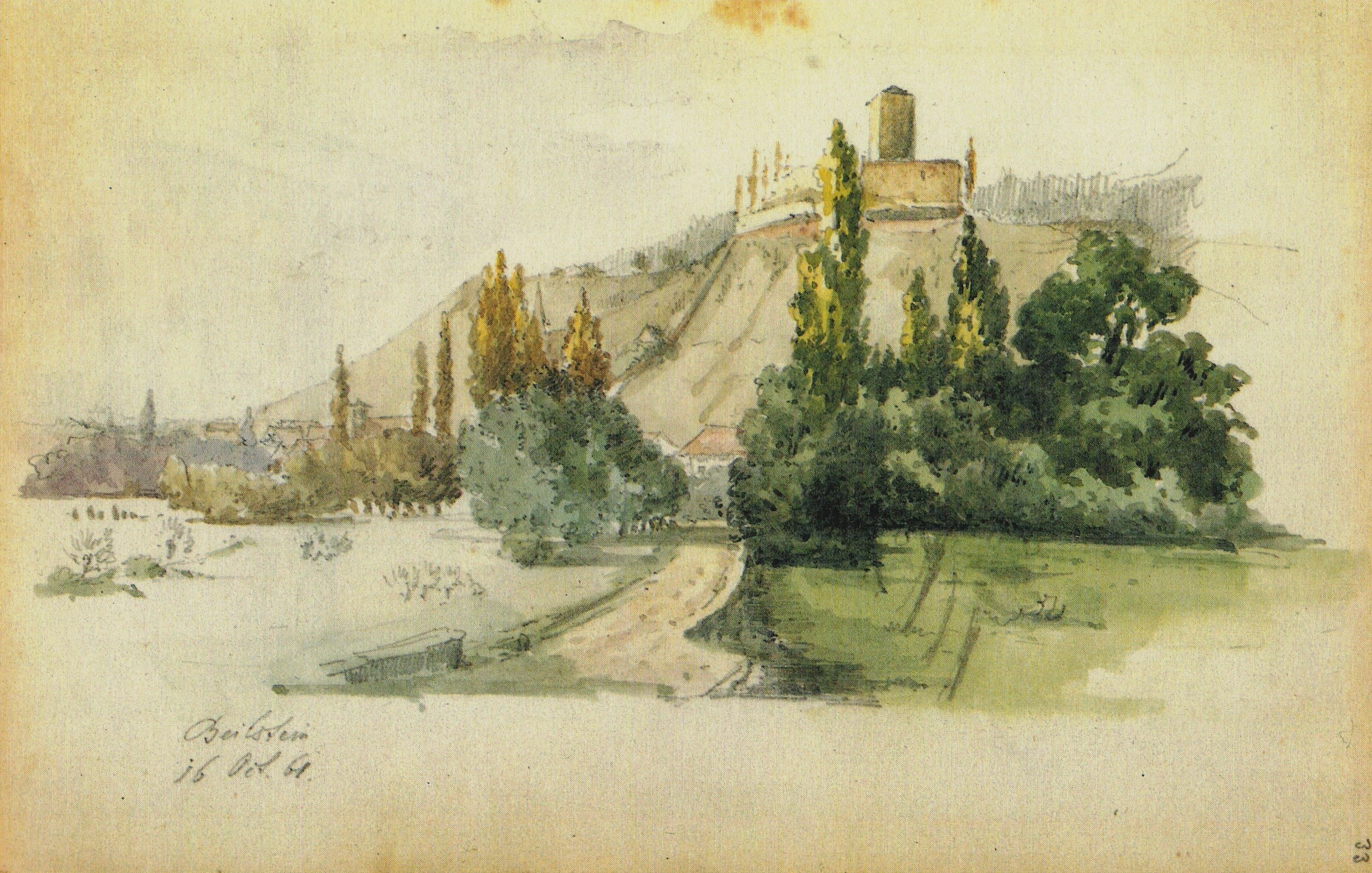
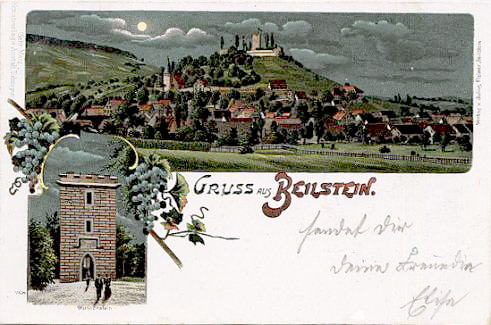
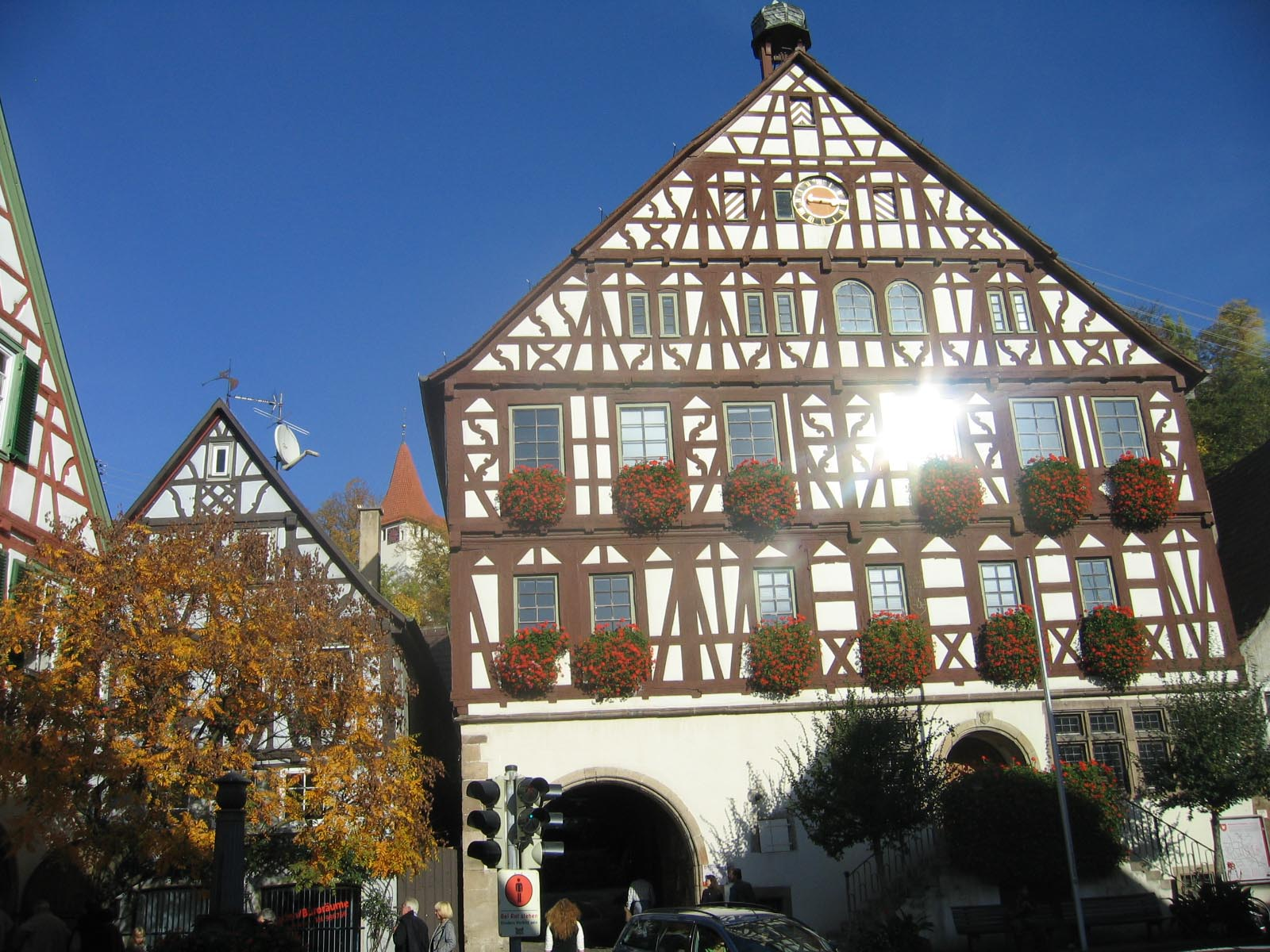
Ратуша
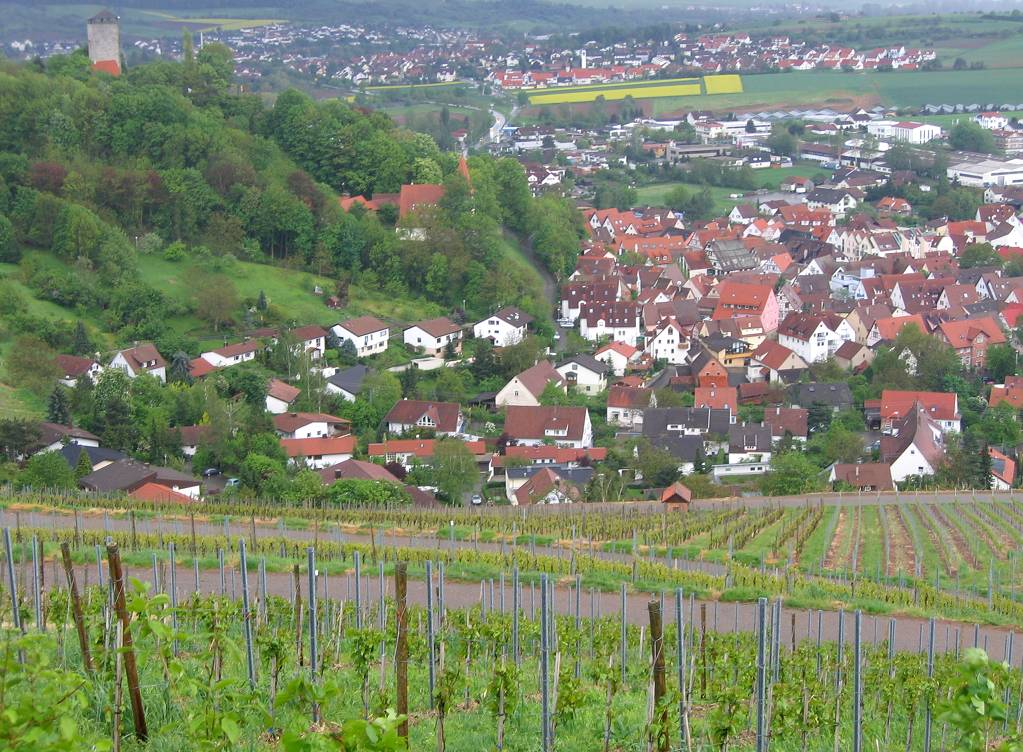
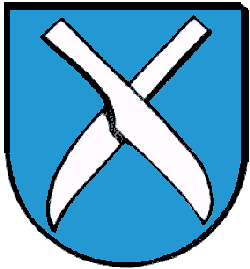